# Wim Kieft
Willem „Wim“ Cornelis Nicolaas Kieft (* 12. listopadu 1962 Amsterdam, Nizozemsko) je bývalý nizozemský fotbalista, který hrával na pozici středního útočníka. Byl zdatným hlavičkářem.

## Klubová kariéra
V Nizozemsku hrál za dva slavné kluby AFC Ajax a PSV Eindhoven, s oběma získal trofeje. Působil i v zahraničí, v Itálii v klubech Pisa SC a Turín FC a ve Francii v Girondins Bordeaux.
V sezóně 1981/82 se stal v dresu Ajaxu nejlepším střelcem Eredivisie s 32 vstřelenými brankami. Získal tak evropskou Zlatou kopačku. S Pisou vyhrál v sezóně 1985/86 Středoevropský pohár (Mitropa Cup). V sezóně 1986/87 byl v dresu Turína s pěti vstřelenými góly mezi čtveřicí nejlepších střelců Poháru UEFA (společně s ním ještě Brazilec Paulinho Cascavel, Fin Jari Rantanen a krajan Peter Houtman). S PSV zase získal v roce 1988 prestižní Pohár mistrů evropských zemí. Králem střelců Eredivisie se stal ještě jednou - v ročníku 1987/88.

### Ligová bilance
Zdroj:
| Sezóna              | Klub                | Země                | Liga                | Zápasy | Góly | Gól/záp. | Poznámka                                            |
| ------------------- | ------------------- | ------------------- | ------------------- | ------ | ---- | -------- | --------------------------------------------------- |
| 1979/80             | Ajax Amsterdam      | Nizozemsko          | Eredivisie          | 1      | 0    | 0,00     |                                                     |
| 1980/81             | Ajax Amsterdam      | Nizozemsko          | Eredivisie          | 33     | 17   | 0,51     | 5. místo v tabulce střelců Eredivisie               |
| 1981/82             | Ajax Amsterdam      | Nizozemsko          | Eredivisie          | 32     | 32   | 1,00     | 1. místo v tabulce střelců Eredivisie Zlatá kopačka |
| 1982/83             | Ajax Amsterdam      | Nizozemsko          | Eredivisie          | 28     | 19   | 0,68     | 3. místo v tabulce střelců Eredivisie               |
| 1983/84             | Pisa SC             | Itálie              | Serie A             | 23     | 3    | 0,13     |                                                     |
| 1984/85             | Pisa SC             | Itálie              | Serie B             | 38     | 15   | 0,39     |                                                     |
| 1985/86             | Pisa SC             | Itálie              | Serie A             | 30     | 7    | 0,23     |                                                     |
| 1986/87             | Torino Calcio       | Itálie              | Serie A             | 19     | 8    | 0,42     |                                                     |
| 1987/88             | PSV Eindhoven       | Nizozemsko          | Eredivisie          | 32     | 29   | 0,91     | 1. místo v tabulce střelců Eredivisie               |
| 1988/89             | PSV Eindhoven       | Nizozemsko          | Eredivisie          | 20     | 6    | 0,30     |                                                     |
| 1989/90             | PSV Eindhoven       | Nizozemsko          | Eredivisie          | 30     | 21   | 0,70     | 2. místo v tabulce střelců Eredivisie               |
| 1990/91             | Girondins Bordeaux  | Francie             | Ligue 1             | 26     | 3    | 0,12     |                                                     |
| 1991/92             | PSV Eindhoven       | Nizozemsko          | Eredivisie          | 33     | 19   | 0,58     | 2. místo v tabulce střelců Eredivisie               |
| 1992/93             | PSV Eindhoven       | Nizozemsko          | Eredivisie          | 25     | 11   | 0,44     |                                                     |
| 1993/94             | PSV Eindhoven       | Nizozemsko          | Eredivisie          | 30     | 4    | 0,13     |                                                     |
| Celkem v Eredivisie | Celkem v Eredivisie | Celkem v Eredivisie | Celkem v Eredivisie | 264    | 158  | 0,60     |                                                     |
| Celkem v Serii A    | Celkem v Serii A    | Celkem v Serii A    | Celkem v Serii A    | 72     | 18   | 0,25     |                                                     |
| Celkem v Serii B    | Celkem v Serii B    | Celkem v Serii B    | Celkem v Serii B    | 38     | 15   | 0,39     |                                                     |
| Celkem v Ligue 1    | Celkem v Ligue 1    | Celkem v Ligue 1    | Celkem v Ligue 1    | 26     | 3    | 0,12     |                                                     |
| Celkem v kariéře    | Celkem v kariéře    | Celkem v kariéře    | Celkem v kariéře    | 400    | 194  | 0,49     |                                                     |

## Reprezentační kariéra
V letech 1981–1993 nastupoval za nizozemskou fotbalovou reprezentaci. Svůj reprezentační debut absolvoval 1. září 1981 v přátelském utkání proti domácímu Švýcarsku, Nizozemsko prohrálo 1:2, Kieft odehrál první poločas.
Zúčastnil se tří vrcholových fotbalových turnajů Mistrovství světa 1990, Mistrovství Evropy 1988 (zisk zlaté medaile) a Mistrovství Evropy 1992 (zisk bronzové medaile). Celkem odehrál v nizozemské reprezentaci 42 zápasů a vstřelil v nich 11 branek.

## Po ukončení kariéry / rodina
Po ukončení aktivní hráčské kariéry pracoval jako fotbalový znalec pro některé televizní stanice (např. RTL). Jeho syn Robbin byl také fotbalistou, vyrůstal v mládežnických akademiích Ajaxu a FC Groningen.